# Karang Anyar (Jati Agung)
Karang Anyar is een bestuurslaag in het regentschap Lampung Selatan van de provincie Lampung, Indonesië. Karang Anyar telt 14.674 inwoners (volkstelling 2010).